# Barraca del Jeroni
La barraca del Jeroni, o barraca G-01, és una barraca de vinya del municipi de Subirats (Alt Penedès), situada al Fondo de Mas Granada, de les muntanyes d'Ordal, al sud-oest de la casa de la Cua Llarga, prop del poble d'Ordal.
És una construcció aixecada en pedra seca, de planta circular, de 4 x 3,30 m de diàmetre i una alçada total de 2,15 m. Té un cocó al seu interior. La construcció és de la tipologia de sostre de falsa cúpula. El portal, de llinda plana, està orientat al sud-sud-oest, té una alçada de 125 cm, una amplada de 44 cm i un gruix de 68 cm. Té un contrafort al lateral esquerre. Tenia una petita esllavissada al lateral dret, que va ser restaurada el 2022 per veïns del poble d'Ordal.
El codi utilitzat en la denominació d'aquesta barraca (lletra + número) procedeix d'un estudi realitzat per Araceli Soler i Jaume Rovira, que intenta sistematitzar la informació sobre aquests elements arquitectònics al terme de Subirats.